# Арази
Арази́ (арм. Արազի, настоящие имя и фамилия — Мовсес Меликович Арутюнян, арм. Մովսես Մելիքի Հարությունյան), 20 марта [1 апреля] 1878, село Шулаверы — 21 декабря 1964, Ереван) — армянский советский писатель, переводчик, депутат Верховного Совета Армянской ССР с 1938 года.

## Биография
Родился в селе Шулаверы (ныне Шаумяни, Грузия).
Учился в Петербургском технологическом институте. За участие в студенческом революционном движении был сослан на Кавказ в 1901—1905. Печатался с 1906 года.
В ранних произведениях раскрыта героичность борьбы трудящихся за новую жизнь.
Автор автобиографического романа «Горящий горизонт» (1940), повести про жизнь армянской интеллигенции — «Победные ростки» (1950) и исторического романа «Исраэл Ори» (1959).
Переводил Горького, автор статей про Шевченко: «Праздник всех народов» (1939) и других.
Депутат Верховного Совета Армянской ССР с 1938 года.

## Сочинения
- В русском переводе — Избранные рассказы, М., 1934.
- Избранные рассказы, М., 1952.

## Награды
- Орден Ленина (23.03.1956).
- Орден Трудового Красного Знамени.
- Орден «Знак Почёта» (31.01.1939)[2].